# Gemma Grainger
Gemma Grainger, född den 17 juli 1982, är en brittisk fotbollstränare och före detta fotbollsspelare.

## Karriär
Gemma Grainger inledde sin tränarkarriär i Leeds United år 2010. Hon har även tränat Middlesbrough FC och det engelska U17-laget  innan hon 2021 tog över som förbundskapten för det walesiska damlandslaget. 2024 tog hon över rollen som förbundskapten för det norska damlandslaget.